# Симсон, Роберт Александрович
Роберт Александрович Симсон (эст. Robert Simson; 26 июля 1921, Людиновский район — 18 декабря 2004, Таллин) — советский хозяйственный, государственный и политический деятель.

## Биография
Родился в 1921 году в селе Столбы. Член КПСС с 1949 года.
С 1941 года — на хозяйственной, общественной и политической работе. В 1941—1985 годы — бухгалтер в городе Кронштадт Ленинградской области. Участник Великой Отечественной войны. Инструктор Пярнумааского укома ЛКСМ Эстонской ССР. 
Народный судья Морского района г. Таллин. Начальник Управления судебных органов Министерства юстиции Эстонской ССР. В аппарате ЦК КП Эстонской ССР. 
Член Верховного суда Эстонской ССР. Заместитель Председателя Верховного суда Эстонской ССР. Заместитель Прокурора Эстонской ССР. Председатель Верховного суда Эстонской ССР (1959—1985).
Избирался депутатом Верховного Совета Эстонской ССР 10-го и 11-го созывов (1980—1990).
Умер в Таллине в 2004 году.